# HD 36779
HD 36779 è una stella bianco-azzurra nella sequenza principale di magnitudine 6,22 situata nella costellazione di Orione. Dista 1240 anni luce dal sistema solare.

## Osservazione

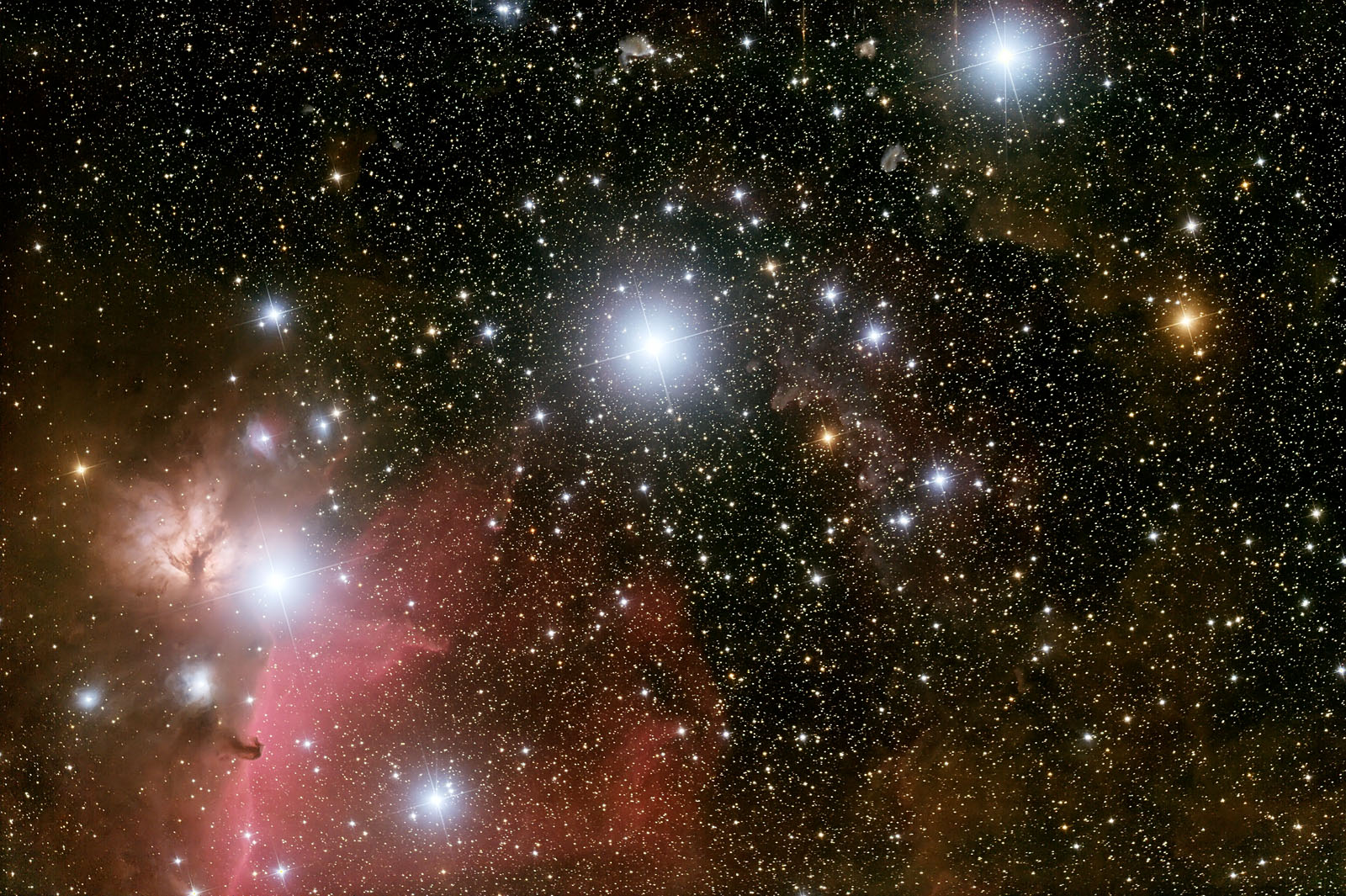
HD 36779 appare in prossimità dell'asterismo della Cintura di Orione. È una delle stelle più luminose alla sinistra di Alnilam (al centro in questa immagine).

Si tratta di una stella situata nell'emisfero celeste australe, ma molto in prossimità dell'equatore celeste; ciò comporta che possa essere osservata da tutte le regioni abitate della Terra senza alcuna difficoltà e che sia invisibile soltanto molto oltre il circolo polare artico. Nell'emisfero sud invece appare circumpolare solo nelle aree più interne del continente antartico. Essendo di magnitudine pari a 6,2, non è osservabile ad occhio nudo; per poterla scorgere è sufficiente comunque anche un binocolo di piccole dimensioni, a patto di avere a disposizione un cielo buio.
Il periodo migliore per la sua osservazione nel cielo serale ricade nei mesi compresi fra fine ottobre e aprile; da entrambi gli emisferi il periodo di visibilità rimane indicativamente lo stesso, grazie alla posizione della stella non lontana dall'equatore celeste.

## Caratteristiche fisiche
La stella è una bianco-azzurra nella sequenza principale; possiede una magnitudine assoluta di -1,68 e la sua velocità radiale positiva indica che la stella si sta allontanando dal sistema solare.

## Sistema stellare
HD 36779 è un sistema stellare formato da due componenti. La componente principale A è una stella di magnitudine 6,22. La componente B è di magnitudine 9,8, separata da 27,5 secondi d'arco da A e con angolo di posizione di 264 gradi.